# Jaroslav Doubrava (hudební skladatel)
Jaroslav Doubrava (25. dubna 1909 Chrudim – 2. října 1960 Praha) byl český hudební skladatel.

## Život
Absolvoval učitelský ústav v Chrudimi. Současně studoval hru na housle u Josefa Berana, zpěv u Josefa Masopusta a hru na klavír u Marie Červenkové-Minátové. Po maturitě působil jako učitel na Podkarpatské Rusi a po absolvování vojenské služby v Turčianském Martině byl zaměstnán na Výstavě soudobého sportu a tělesné kultury v Pardubicích. Byl učitelem v Přelouči a za okupace v Chrudimi.
Od roku 1936 studoval kompozici u hudebního skladatele Otakara Jeremiáše v Praze. Ještě v době pražských studií se roku 1939 oženil s Jarmilou Vonáskovou, sestrou Rudolfa Vonáska, člena opery Národního divadla v Praze, tenoristy a překladatel operních libret a písňových textů. V roce 1940 se Doubravovým narodila dcera Jarmila, současná česká muzikoložka a sémiotička.
Od roku 1945 začal pracovat v hudební redakci Československého rozhlasu v Praze. V padesátých letech, patrně v nejhorším období celé éry komunistické totality u nás požádal o vyškrtnutí z Komunistické strany Československa, do které vstoupil hned v revolučních květnových dnech roku 1945. Toto vyškrtnutí ovšem nezůstalo bez následků. Doubrava sice nebyl přímo pronásledován, ale posledních 10 let svého života prakticky byl ignorován. Jeho hudba se hrála jen zřídka. Opustil i rozhlas a cele se až do své předčasné smrti věnoval skladatelské činnosti. V roce pražského jara 1968 obdržel cenu „in memoriam“ za tvůrčí činnost.

## Dílo
O skladbu se pokoušel již ve svém dětství. Ve 12 letech zkomponoval operu a později symfonickou báseň (Baba Jaga). Ještě před válkou zkomponoval scénickou hudbu ke Cocteauově komedii Svatebčané na Eiffelce (byla provedena v roce 1936 v Chrudimi) a staročeskému Mastičkáři. V okupačním období komponoval kantátu na text Jana Čarka Balada o krásné smrti (1941) inspirovanou smrtí matky a cyklus písní Poznání (1941) na slova Františka Xavera Šaldy a Otokara Březiny. Na slova Jana Ámose Komenského zkomponoval oratorium Poselství pro sóla, smíšený a chlapecký sbor, orchestr a varhany. Doubravova hudba vyrůstala nejprve z tradice české meziválečné moderny. Byl důstojným pokračovatelem díla Josefa Suka, Vítězslava Nováka, Ladislava Vycpálka a Otakara Jeremiáše.
Po válce se věnoval i jevištním dílům. První dokončenou praci byla opera Sen noci svatojánské podle Williama Shakespeare (1949), následoval balet Král Lávra (1951) a konečně nedokončená opera Balada o lásce.
Patrně nejvýznamnější prací poválečného období byla baletní tragikomedie Don Quijote, věnovaná „Donu Quijotovi v každém z nás“, z roku 1955, tj. z roku celosvětového kulturního výročí autora literární předlohy Miguela Cervantese, připomínaného tehdejší Světovou radou míru. Skladatel získal za dílo ocenění ve Velké jubilejní soutěži v tehdejším Československu. Balet o prologu, pěti obrazech a epilogu, byl proveden v Státním divadle Brno 22. prosince 1957. V následujícím roce jej uvedlo Národní divadlo v Praze a v roce 1961 bylo dílo nastudováno v Rostocku. Na koncertních pódiích bývá uváděna suita z baletu.
Doubravův Don Quijote není jediným českým zpracováním slavného tématu. Připomeňme především drama Viktora Dyka Zmoudření Dona Quijota z roku 1914, sochu Hlava Dona Quijota sochaře Otto Gutfreunda, soubor 31 dřevorytů a dvě zinkografie Quido Mánesa, plastiky sochaře Jana Kodeta, ilustrace malíře Františka Tichého, či grafický cyklus básníka a výtvarníka Bohuslava Reyneka Osamělý pastýř.
Posledním dílem Jaroslava Doubravy byla opera Balada o lásce (1959–1960), jejíž instrumentaci dokončil Jan Hanuš.

## Soupis skladeb

### Skladby klavírní
- Suita (1937, provedeno Československý rozhlas 1947, vyd. Svoboda, Praha 1948).
- Sonatina (1937, provedeno Praha 1943).
- Sonáta (1949, provedeno Československý rozhlas 20. 4.1950).
- První polky (1949, instruktivní, vyd. Státní nakladatelství krásné literatury, hudby a umění v Praze 1951).
- Maličkosti (1953, provedeno Československý rozhlas 1954, Státní nakladatelství krásné literatury, hudby a umění v Praze 1954).
- Pro pět prstů (1953, provedeno Kadaň 1955, Státní nakladatelství krásné literatury, hudby a umění v Praze 1953, 1954).

### Skladby pro housle
- Sonáta pro sólové housle (1942, provedeno Praha 1943, vyd. Orbis, cena v soutěži Melantricha 1942).
- Sonáta pro housle a klavír (1942, provedeno Chrudim 1943, vyd. Orbis 1949, cena v soutěži Melantricha).
- Sonáta pro housle a klavír (1959, 1963).

### Orchestrální skladby
- 1. symfonie Chorální (1938–40, čestné uznání v soutěži Melantricha).
- 2. symfonie Stalingradská (1943–44, provedeno Československý rozhlas 8. 2. 1945).
- Partyzánský pochod (1945, provedeno Kodaň 1947).
- Slavnostní pochod (1945, provedeno Československý rozhlas 1946).
- Suita z baletu Král Lávra (1954, provedeno Česká filharmonie 1955).
- 3. symfonie Tragická (1958, provedeno Česká filharmonie 1959).
- Podzimní pastorále (1959).

### Písně
- Epigramy, slova Karel Havlíček Borovský (1939, provedeno Československý rozhlas 1947).
- Poznání, slova František Xaver Šalda a Otokar Březina (1941).
- Noci, slova Josef Hora a František Halas (1944, provedeno Československý rozhlas 1945).
- Zpívejte si se mnou, slova František Hrubín (1946, provedeno Československý rozhlas 1946, vyd. Orbis 1951).
- Prostopravda, na slova lidové poezie (1952, provedeno Československý rozhlas 1952, vyd. Státní nakladatelství krásné literatury, hudby a umění v Praze 1953).
- Mladost, na slova moravské a slovenské lidové poezie (1956, provedeno Praha 1956, vyd. Státní nakladatelství krásné literatury, hudby a umění v Praze 1957).
- Čarovaná láska, na slova lidové poezie (1956, provedeno na 4. přehlídce Svazu československých skladatelů 19. 2. 1957).
- Ráj domova, slova Jan Čarek (1956, provedeno Praha 12. 2. 1958, vyd. Státní hudební vydavatelství Praha 1966).

### Ženské sbory
- Tři ženské sbory, slova Jan Neruda (1942, provedeno Chrudim 1943, cena v soutěži Melantricha 1943).
- Pět zpěvů o lásce, lidová poezie (1958).

### Kantáty
- Poselství, oratorium na slova Jana Ámose Komenského (1939–40).
- Balada o krásné smrti, slova Jan Čarek (1941, provedeno Československý rozhlas 27. 8. 1942).

### Opery
- Sen noci svatojánské, libreto Rudolf Vonásek podle Williama Shakespeara (1945–49, 3 dějství, provedeno Opava 1969).
- Křest sv. Vladimíra, libreto skladatel podle Karla Havlíčka-Borovského (1949–50, 3 dějství, nedokončeno).
- Líný Honza, libreto Josef Lada (1952, 1 dějství, nedokončeno).
- Balada o lásce, libreto skladatel a Jan Wenig podle Zikmunda Wintera (1959–60, 3 dějství, instrumentace Jan Hanuš, provedeno Praha 21. 6. 1962).

### Balety
- Pohádka o hrášku, baletní suita (1935, provedeno Chrudim 1935).
- Král Lávra, libreto skladatel podle Karla Havlíčka Borovského (1951, 4 obrazy s prologem, Československý rozhlas 1952, provedeno Olomouc 6. 4. 1955, suita Česká filharmonie 1955, vyd. Státní nakladatelství krásné literatury, hudby a umění v Praze 1957).
- Don Quijote, libreto skladatel a Josef Bachtík podle Miguela de Cervantese (1955, 5 obrazů s prologem a epilogem, provedeno Brno 22. 12. 1957, suita provedena Praha 16. 1. 1957, vyd. Český hudební fond 1957).

### Hudba ke krátkým filmům
- Hradiště Kouřim (1954, režie A. F. Šulc, premiéra 3. 10. 1954).